# Niðursetubygd
En niðursetubygd (nedsættelsesbygd) er på Færøerne betegnelsen for en bygd grundlagt i løbet af 1800-tallet eller senere.
Særlig i 1800-tallet blev mange nye bygder grundlagt, og dette har sin forklaring i, at folketallet steg kraftigt samtidig med, at der blev mangel på jord i de oprindelige bygder. Derfor er mange niðursetubygdir grundlagt på den oprindelige bygds udmark, ofte ved en fjord, et sund eller i en dal. På grund af dette har ingen af disse yngre bygder kongsjord.
I løbet af første halvdel af 1900-tallet udviklede det færøske samfund sig fra at være et bondesamfund med fiskeri som bierhverv til at blive en fiskerination med tilhørende landbaseret fiskeforædlingsindustri. Dette førte til mere centralisering, så en del af de nye bygder blev affolket i hurtigt tempo i årtierne efter 2. Verdenskrig.
Niðurseturbygdir
| - Fossá - Norðdepil - Múli - Ánir - Syðradalur (Kalsoy) - Funningsfjørður - Hellur - Rituvík - Æðuvík |  | - Skipanes - Morskranes - Svínáir - Oyrarbakki - Nesvík - Ljósá - Langasandur - Hvítanes - Frammi við Gjónna |  | - Stykkið - Slættanes - Víkar - Skopun - Tvøroyri - Lopra - Akrar - Víkarbyrgi |

Fossá, Nesvík, Frammi við Gjónna, Slættanes og Víkar er alle fraflyttet per 1. januar 2010.
Víkarbyrgi blev igen bosat i 1800-tallet efter at have været fraflyttet, men er oprindelig en meget ældre bygd. Den yngste bygd (dog afhængig af, om man definerer den som en egen bygd), Kambsdalur fra 1980erne, regnes ikke som en niðursetubygd.